# Notoplana natans
Notoplana natans är en plattmaskart. Notoplana natans ingår i släktet Notoplana och familjen Leptoplanidae. Inga underarter finns listade i Catalogue of Life.